# هولميارد
ارك جون هولميارد (بالإنجليزية: Eric John Holmyard)‏ (1891 - 1959 م) هو عالم ومستشرق بريطاني.
تعلم في باريس ولندن، وعني بالعلوم عند العرب.

## آثاره
- ترجمة كتاب العلم المكتسب في زراعة الذهب لأبي القاسم العراقي (باريس، 1923 م).